# The Primevals
The Primevals és una pel·lícula de ciència-ficció, fantasia i d'aventures del 2023 de Full Moon Entertainment, coescrita i dirigida per  David Allen, i protagonitzada per Juliet Mills. La pel·lícula va ser un projecte de passió per a l'animador de stop motion Allen i es va completar pòstumament després de més de 50 anys de desenvolupament.

## Argument
Després que un ieti sigui assassinat per un grup de xerpes, un equip de científics universitaris viatja al Nepal per trobar els orígens de la criatura. En equip amb un rastrejador accidentat, el grup va sortir del poble xerpa i, després d'una gran allau, descobreix una terra primitiva amagada poblada per criatures prehistòriques, antics homínids i una espècie de rèptil alienígena.

## Repartiment
- Richard Joseph Paul com Matthew Connor
- Juliet Mills com a Dra. Claire Collier
- Leon Russom com a Rondo Montana
- Walker Brandt com a Kathleen Reidel
- Robert Cornthwaite com el Dr. Lloyd Trent
- Kevin Mangold com a homínid
- Tai Thai com Siku
- Eric Steinberg com a Tenzang

## Producció
L'origen de The Primevals es trobava en un projecte més antic titulat Raiders of the Stone Ring que va ser desenvolupat a finals de la dècada de 1960 per l'animador stop-motion David Allen, Dennis Muren i Jim Danforth. La trama, que va començar com un pastitx d'Edgar Rice Burroughs, va involucrar un grup d'exploradors dels anys 20 que van descobrir una societat víking no evolucionada que estava amenaçada per una raça d'homes llangardaix malèvols. El grup va filmar un rodet promocional per a la pel·lícula amb la intenció d'aconseguir finançament per completar el projecte. A través de Danforth, el projecte va cridar l'atenció de Hammer Films, però les negociacions es van estancar quan l'estudi va transformar el projecte en un tractament no realitzat diferent titulat Zeppelin vs. Pterodactyl.
A principis de la dècada de 1970, Allen va tornar al projecte amb l'esperança de concretar el tractament. Amb Mark McGee es va escriure un guió inicial que es va anomenar alternativament The Glacial Empire i més tard Primordium: The Arctic World. A mitjans de la dècada de 1970, Allen va escriure un esquema per al projecte, ara anomenat The Primevals, i més tard va ser contactat per Randall William Cook, que tenia curiositat per l'estat del projecte, ja que tenia un possible patrocinador. Junts van escriure el primer esborrany de la pel·lícula, però, el finançament previst s'havia esgotat. Aquest guió, tot i que es va modificar i actualitzar amb el temps, va resultar ser la base de la pel·lícula final. Mentre treballava en la pel·lícula de ciència-ficció de baix pressupost Laserblast, l'artista d'efectes especials Steve Neill va esmentar el treball en stop motion d'Allen al productor i director Charles Band. Posteriorment a Band se li va mostrar el rodet promocional de la pel·lícula i immediatament va acceptar finançar la pel·lícula a través de la seva Charles Band Productions.
Tot i fer la portada de la revista Cinefantastique, el projecte es va estancar després de només uns quants mesos de preproducció. A principis dels anys 80 va trobar una nova llar de producció sota Empire Pictures de Band, tot i que Allen va continuar buscant finançament pel seu compte, fins i tot fent un anunci de pàgina sencera a Variety com David Allen Productions el juliol de 1980. Tot i que el projecte va ser molt anunciat com a part de la llista de properes pel·lícules d'Empire durant els quatre anys de vigència de la companyia, tampoc va passar mai de l'etapa de preproducció mentre estava a l'estudi.
El projecte va reviure de nou quan Band va iniciar Full Moon Entertainment a finals dels anys vuitanta. Era un dels projectes més ambiciosos de l'empresa, es diu que la pel·lícula va costar alguns milions de dòlars. La fotografia principal es va fer principalment a Romania l'estiu de 1994 i es va projectar que durés entre 10 i 12 setmanes. El rodatge també es va dur a terme a la serralada de les Dolomites al nord-est d'Itàlia. Band va considerar breument retitular la pel·lícula Hybrids per a la seva línia familiar Moonbeam Entertainment abans de tornar finalment al títol original.
Després d'una separació de Paramount Home Video, Full Moon va patir dificultats financeres que van limitar la finalització del projecte. Allen va continuar treballant de manera intermitent a la pel·lícula entre projectes abans de la seva prematura mort a l'edat de 54 anys el 1999. En els anys següents, Endicott i Band van pensar en maneres de ressuscitar i completar el projecte. L'any 2018, Band va llançar una campanya d'Indiegogo per buscar fons per a la finalització, amb la qual cosa es van recaptar més de 40.000 dòlars. Endicott va treballar amb l'animador stop-motion Kent Burton i un petit exèrcit d'artistes d'efectes visuals, molts d'ells amics de David Allen per donar els seus serveis per tal d'acabar la pel·lícula d'Allen amb els escassos fons disponibles.

## Llançament
El juny de 2023, es va anunciar que la pel·lícula tindria la seva estrena mundial al FanTasia al Canadà el 23 de juliol de 2023. El mateix mes, la companyia va estrenar el tràiler de la pel·lícula acabada.
La pel·lícula es va estrenar als Estats Units, en sales limitades l'11 de març de 2024.

### Mitjans domèstics
Poc després de la seva estrena limitada a les sales, la pel·lícula es va posar a disposició en vídeo a la carta el 31 de maig de 2024. El mateix mes, Full Moon va presentar una "Ultimate Collector's Edition" de la pel·lícula que mostra dos talls i una realització d'un documental en tres discos que estarà disponible el juliol de 2024. L'1 d'octubre, la pel·lícula es va estrenar en un sol DVD i Blu-ray.